# Тыква обыкновенная
Ты́ква обыкнове́нная, или тыква твёрдокорая, или кабачок, или тыква пепо (лат. Cucúrbita pépo) — однолетнее травянистое растение, типовой вид типового рода Тыква (Cucurbita) семейства Тыквенные (Cucurbitaceae), бахчевая культура.
Широко известны формы, объединяемые названием кабачки (плоды удлинённые) и патиссоны (плоды плоские, дисковидные, фестончатые по краю). Иногда кабачки ошибочно считают отдельным видом растений..

## Ботаническое описание
Кариотип: 2n=40.
Однолетнее травянистое растение.
Корень стержневой, ветвистый.

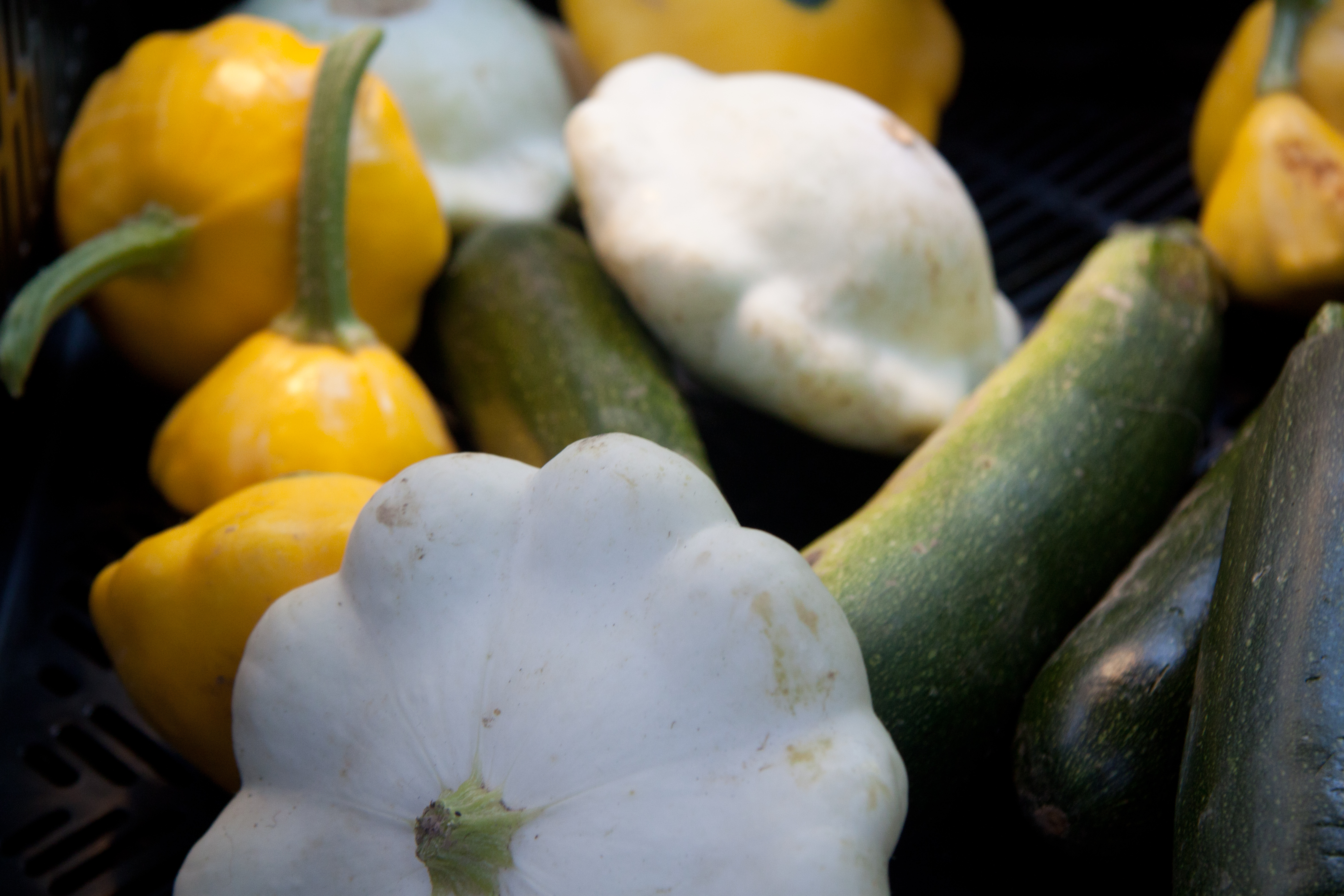
Кабачки и патиссоны

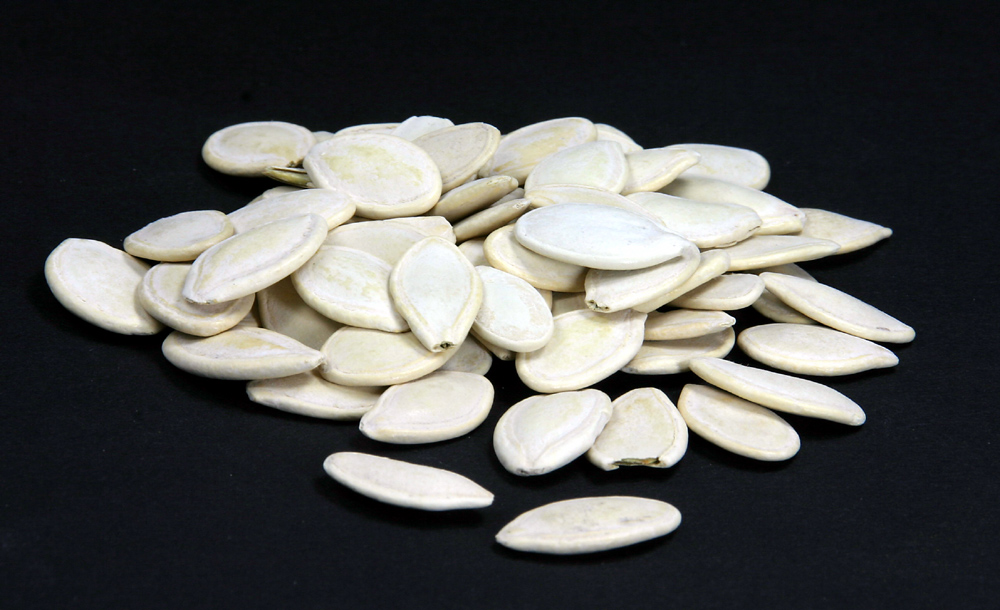
Семена тыквы обыкновенной

Стебель до 5—8 м в длину, стелющийся, слабо укореняющийся в узлах, шероховатый, пятигранный, с колючим опушением и спиральными усиками в пазухах каждого листа. У кабачков и патиссонов стебель более короткий.
Листья очерёдные, длинночерешковые, сердцевидные, пятилопастные или пятираздельные, пластинки до 25 см длиной, покрыты короткими жёсткими волосками.
Цветки крупные, одиночные, однополые, жёлтые или оранжевые. Мужские цветки на длинных цветоножках, женские — на коротких. Венчик длиной 5—7 см и шириной 6—7 см, воронковидный, с пятью прямыми зубцами. Опыляются перекрёстно, обычно пчёлами. Период цветения: июнь — июль.
Плод — крупная, гладкая, мясистая тыквина, шаровидной или овальной формы, с многочисленными семенами внутри, покрыта твёрдой коркой. Окраска, размер и форма плодов сильно меняются в зависимости от сорта. Плоды созревают в августе — сентябре.

### Семена
Семена плоские, длиной 1—3 см, с ободком по краю; наружная оболочка — деревянистая, желтовато-белого цвета, внутренняя — плёнчатая, зеленовато-серая.
|                                                                         |  |  |  |  |
| Стебель в разрезе, усики, цветок, плод, на прилавке плоды разных сортов |  |  |  |  |

## Распространение

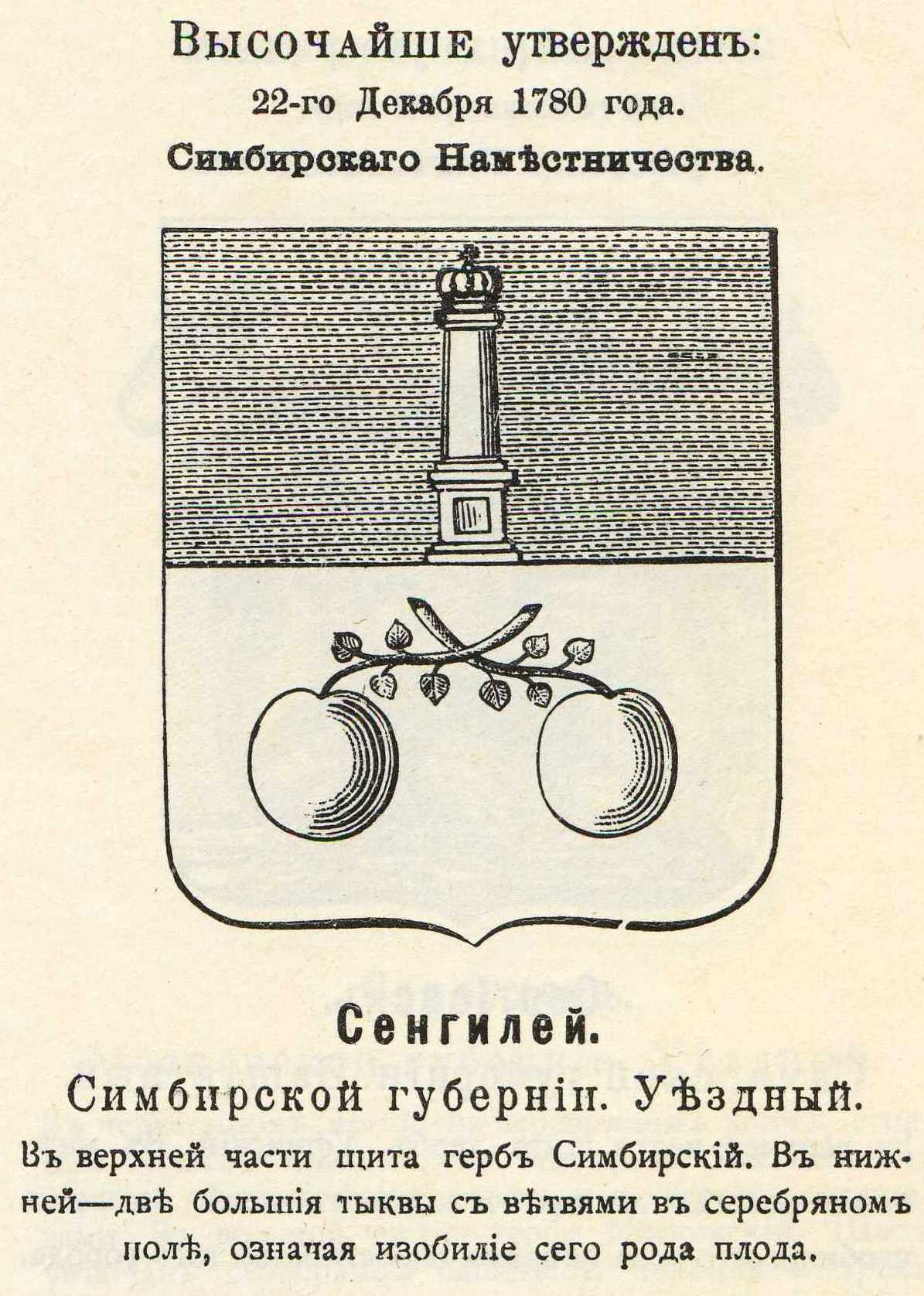
Герб Сенгилея (с 1780 г.) содержит две соединенные стеблями тыквы

Родина тыкв — Мексика. По данным археологов, в Оахакской долине её выращивали по меньшей мере 8000 лет тому назад, главным образом ради питательных семян. Ещё до нашей эры тыква распространилась на север в долины рек Миссисипи и Миссури.
В Европу тыкву завезли в XVI веке испанцы, и с тех пор её выращивают в Старом Свете. Первые три места по производству тыквы традиционно занимают Китай, Индия и Россия. На территории последней тыкву культивируют повсеместно в районах с умеренным и тёплым климатом.

## Химический состав

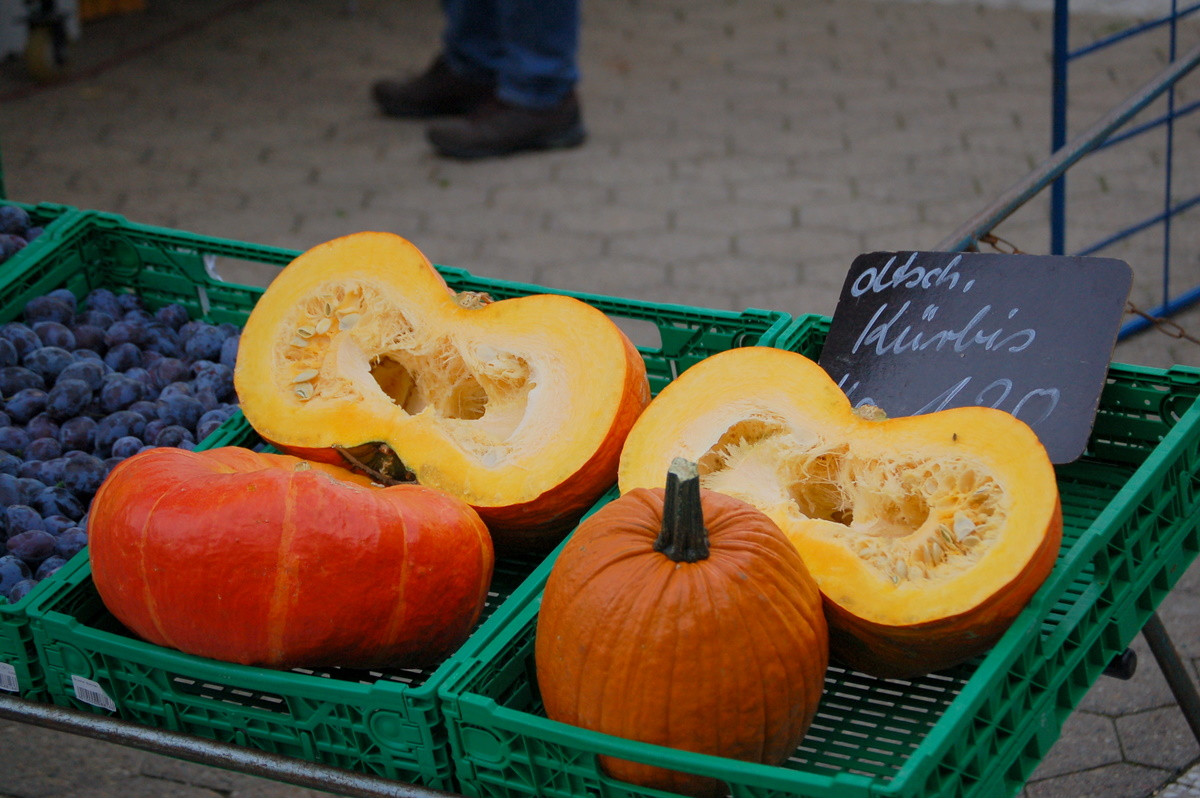
Тыква в разрезе

В семенах содержится жирное масло (до 40 %), в состав которого входят глицериды линоленовой (до 45 %), олеиновой (до 25 %), пальмитиновой и стеариновой (около 30 %) кислот; эфирное масло, фитостерины — кукурбитол, смолистые вещества, органические кислоты; витамины С, B1 (до 0,2 мг%); каротиноиды и каротин вместе — 20 мг%, аминокислоты.
В мякоти плодов содержатся сахара (от 3 до 11 %), крахмал (15—20 %), витамины С (8 мг%), B1, B2, B5, Е, каротин — 5 мг на 100 г сырой массы (это больше, чем в моркови), никотиновая кислота, микроэлементы (медь, кобальт, цинк и др.), соли калия, кальция, магния, железа, пектин, клетчатка, белки, ферменты.
Листья содержат витамин С (до 620 мг%).
В цветках содержатся флавоноиды, каротиноиды.

## Значение и применение

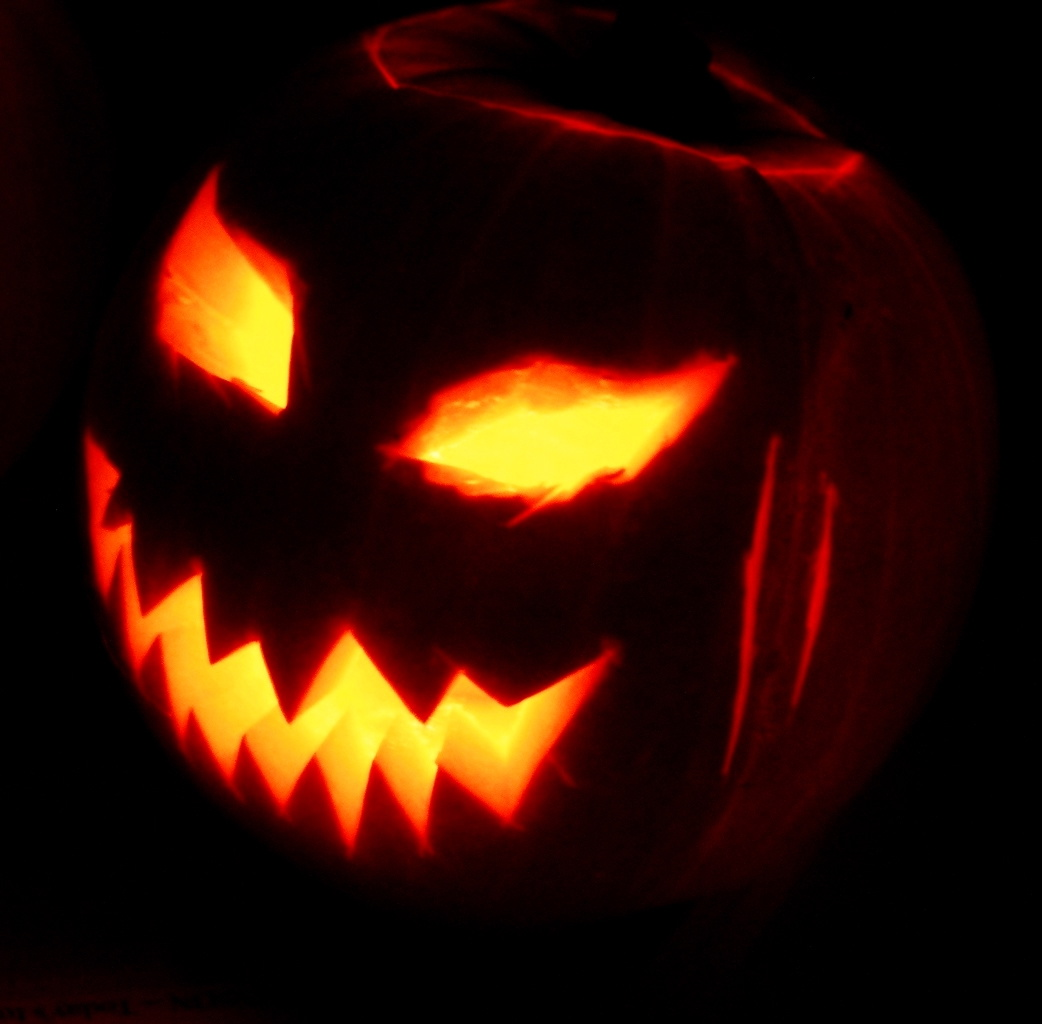
Тыквенная голова — символ Хеллоуина

Медоносным пчёлам цветки тыквы обыкновенной дают пыльцу-обножку и нектар, причём нектаровыделение не прекращается даже в жаркую засушливую погоду. Медопродуктивность достигает 30 кг с гектара посадок. Жёлтый мёд быстро кристаллизуется.
В англоязычных странах тыква является одним из символов Хэллоуина — в этом применении внутренность тыквы вырезают и ставят туда свечу, фонарь или другой источник света, а на наружной поверхности тыквы вырезают лицо (см. светильник Джека).

### Классификация
В зависимости от использования, тыквы обыкновенные делятся на 3 группы:
- декоративные, или «игрушечные», оригинальные по форме, величине и окраске — для посадки вдоль заборов и стен;
- кормовые — крупноплодные — для кормления животных;
- столовые — употребляемые в пищу человеком.

Строгого различия между двумя последними группами сделать нельзя, так как одинаковые столовые сорта при обильном сборе могут быть и кормовыми, последние же могут заменить столовые, если выдадутся своим вкусом.

Дни тыквы в Швейцарии
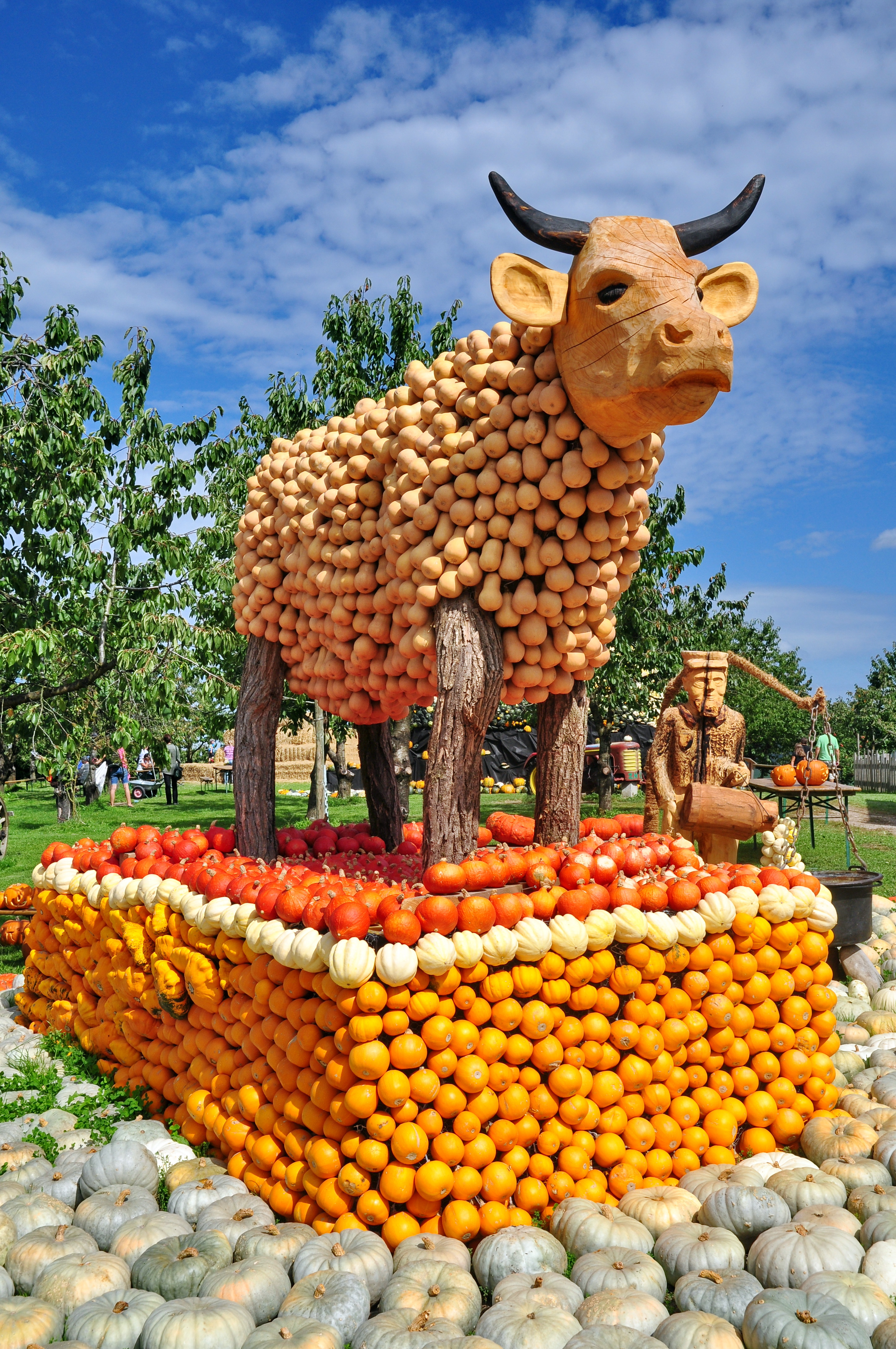
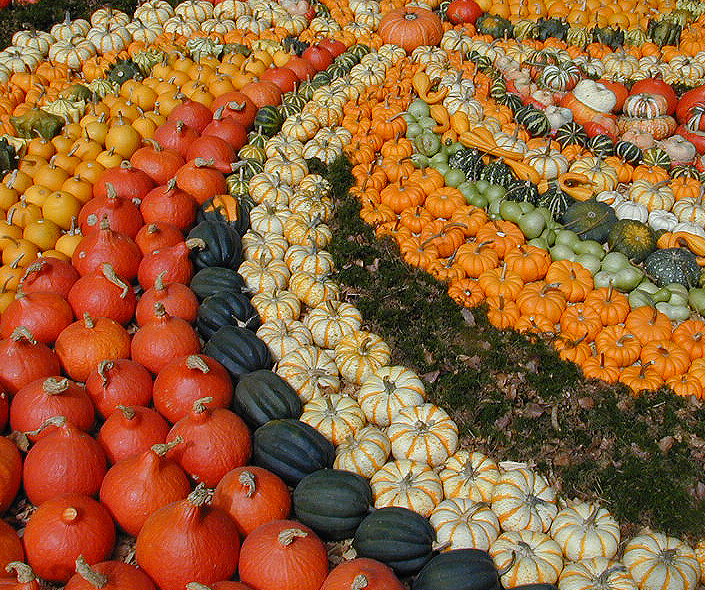
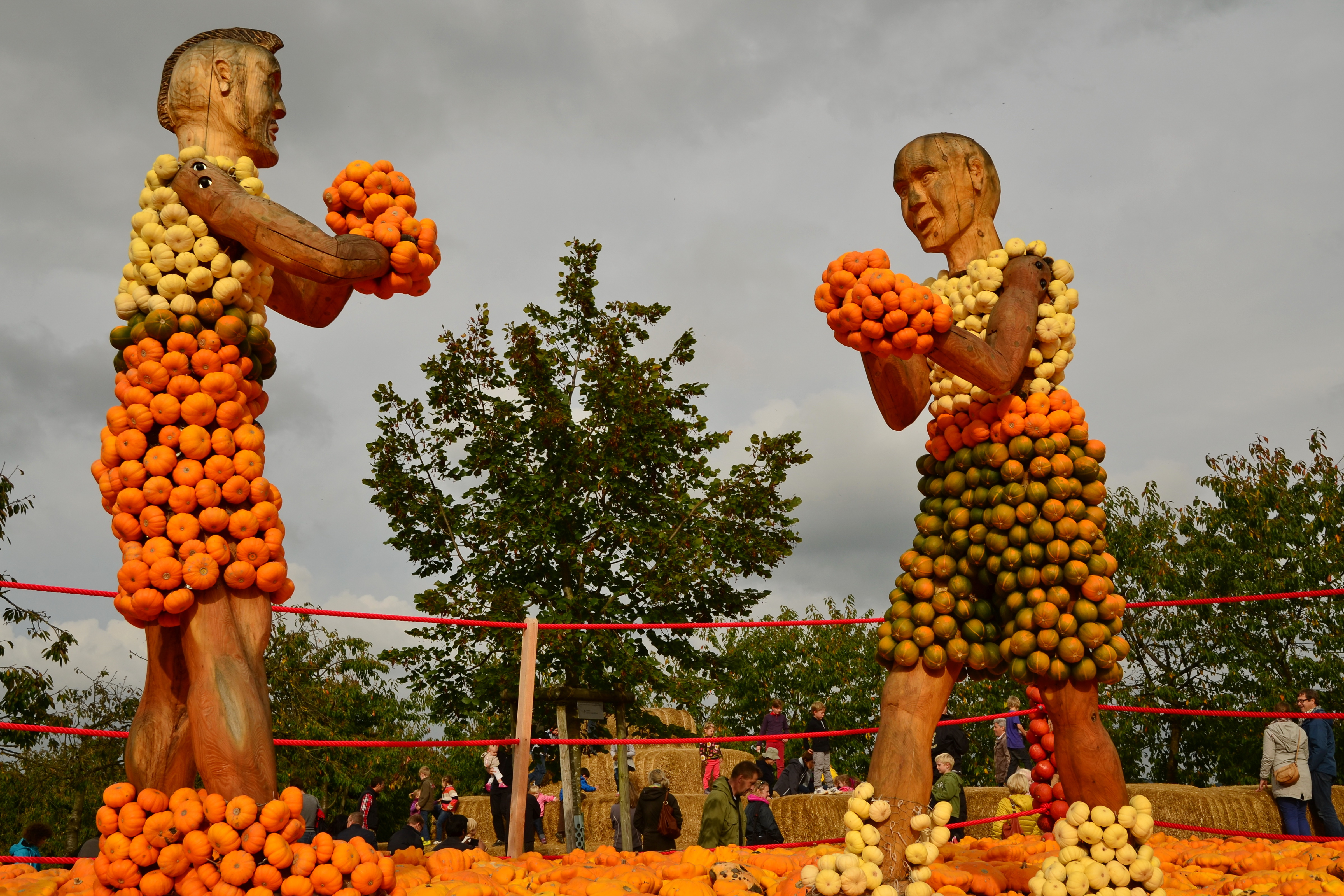
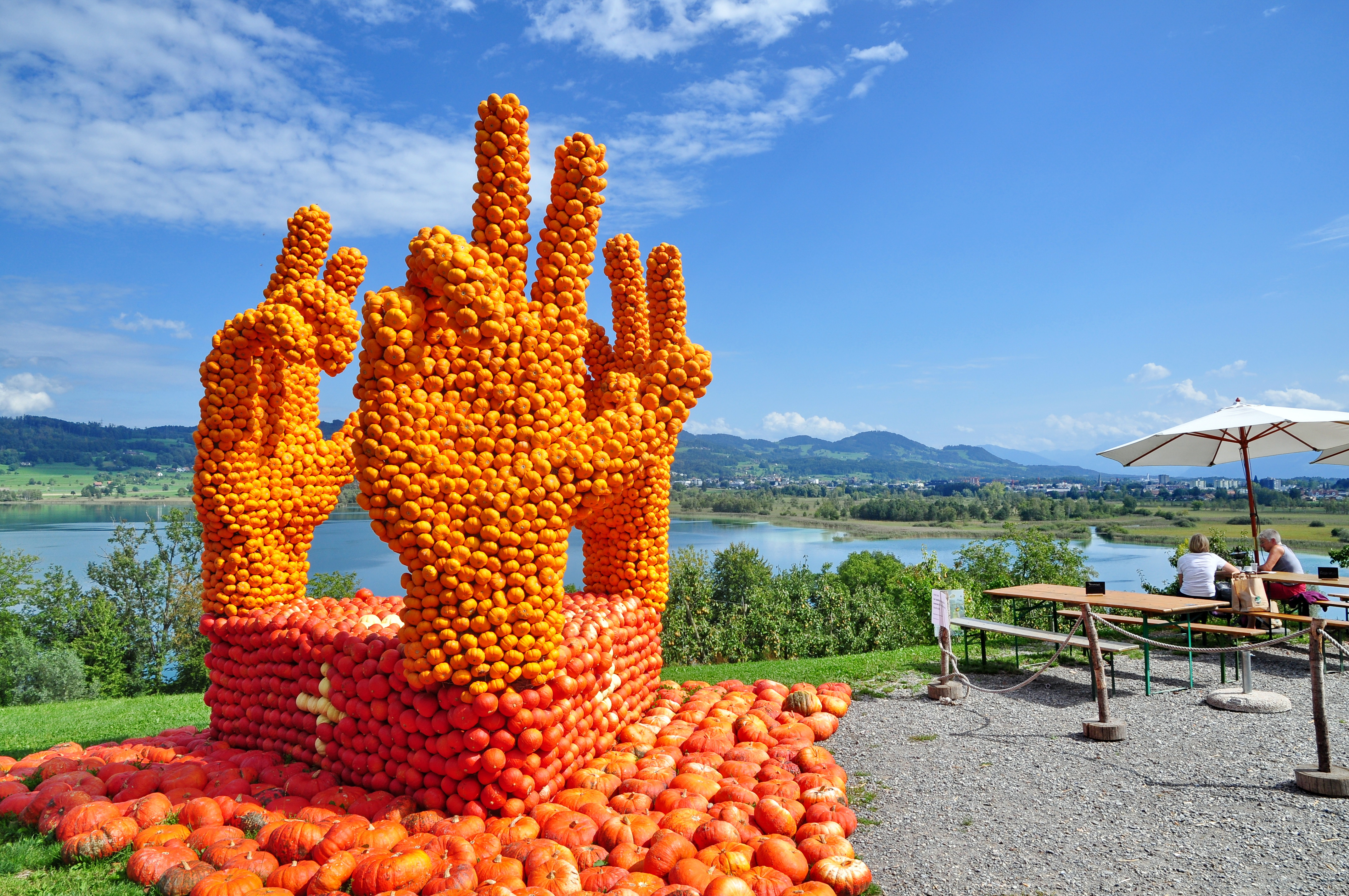
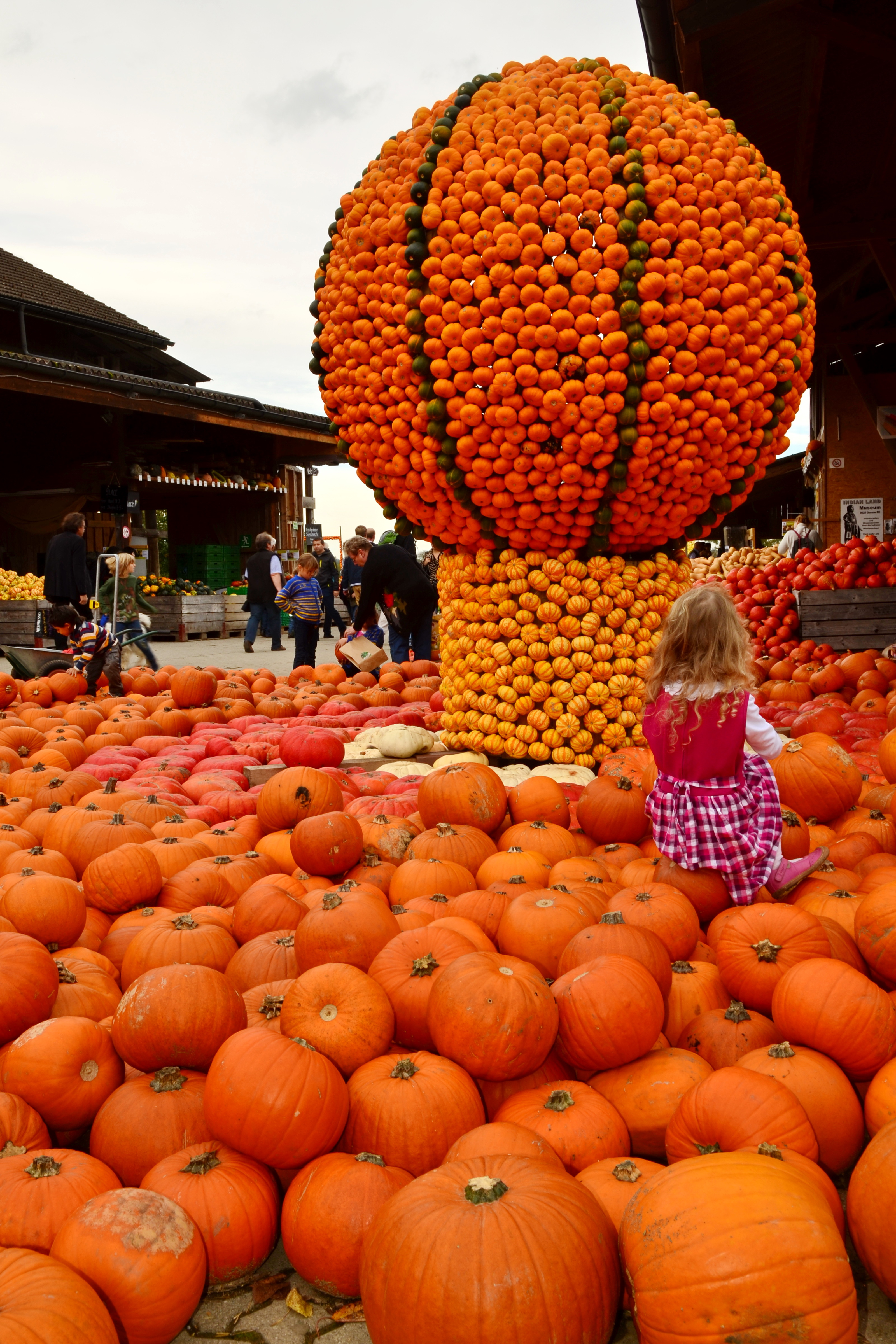

## Вредители тыквы
- Бахчевая тля
- Паутинный клещ
- Ростковая муха
- Люпиновая муха
- Щелкуны
- Слизни голые
- Медведка
- Совки